# Adelaida de Saxònia-Meiningen (reina del Regne Unit)

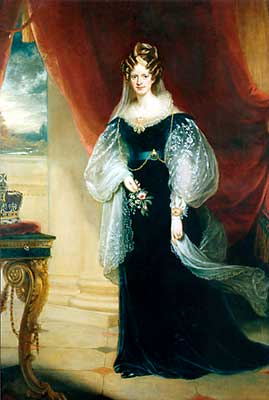
Reina Adelaida.

Adelaida de Saxònia-Meiningen, reina del Regne Unit de la Gran Bretanya i d'Irlanda (Meiningen 1792 - Londres 1849). Princesa de Saxònia-Meiningen i duquessa de Saxònia amb el tractament d'altesa sereníssima.
Nascuda a la ciutat de Meiningen a l'actual land alemany de Turíngia el dia 13 d'agost de 1792 essent filla del duc Jordi I de Saxònia-Meiningen i de la princesa Lluïsa Elionor de Hohenlohe-Lagenburg.
El 13 de juliol de 1818 es casà en una doble cerimònia al Palau de Kew amb el príncep Guillem del Regne Unit, duc de Clarence, en la qual també es casà el príncep de Gal·les, Jordi del Regne Unit amb la princesa Victòria de Saxònia-Coburg-Saafeld.
Era el primer matrimoni tant per Adelaida com per Guillem però aquest darrer havia mantingut una llarga relació amb la cabaretera Dorothy Jordan amb qui havia tingut descendència. El matrimoni fou motivat per la necessitat imperiosa de produir un hereu per la Corona britànica. Tot i aquesta poc romàntica raó, la parella s'establí a Hannover i creà una llar favorable i convisqueren feliçment. La parella tingué dues filles:
- SAR la princesa Carlota del Regne Unit, nascuda a Hannover el 1819 i morta a la mateixa ciutat al mateix dia i any.

- SAR la princesa Elisabet del Regne Unit, nascuda a Londres el 1820 i morta a la mateixa localitat un any després, el 1821.

Durant l'any 1819, Adelaida tornà a quedar embarassada i el duc de Clarence cregué oportú traslladar la princesa Adelaida a Londres per tal que el futur hereu britànic nasqués en sòl anglès. Tot i així, la princesa tingué un greu avortament a la localitat francesa de Calais.
El 8 de setembre de l'any 1831 la parella era coronada com a reis del Regne Unit a l'Abadia de Westminster a Londres. Dedicada en cos i ànima a les obres de caritat, gran part de la pensió anual assignada pel Parlament era entregada a causes benèfiques. Esdevingué una reina popular, apreciada per la població i estimada.
Políticament parlant, la princesa Adelaida era extremadament conservadora i recolza incondicionalment les posicions més extremistes del Partit Tory. Sembla evident que Adelaida influencià al Rei i al Parlament en l'aprovació de la Reform Act de 1832.
Morta l'any 1849 de causes naturals, durant el regnat de la reina Victòria I del Regne Unit i després de 12 anys de viuedetat, fou enterrada a la Capella de Sant Jordi del Palau de Windsor.